# Der Neuner in der Wetterfahne

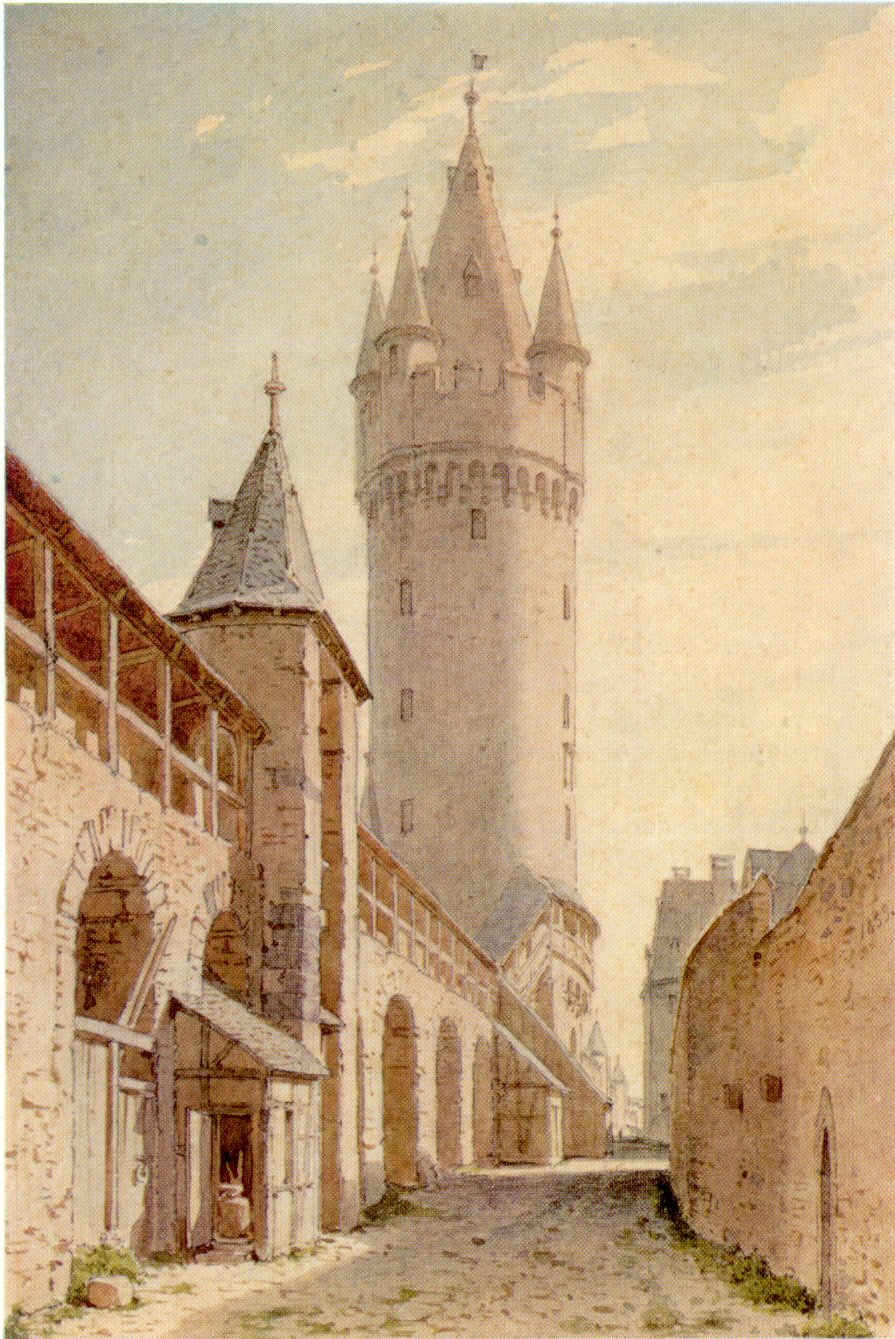
Gemälde von Carl Theodor Reiffenstein: Eschenheimer Turm mit Wetterfahne und ehemaliger Stadtmauer

Der Neuner in der Wetterfahne ist eine bekannte Sage aus dem Frankfurt am Main des 16. Jahrhunderts. Die Sage handelt von einem Wilddieb namens Hans Winkelsee, der für neun Tage im Eschenheimer Turm eingekerkert war. Er soll der Todesstrafe entgangen sein, indem er die Ziffer 9 in die Wetterfahne des 47 Meter hohen Turmes schoss. Der Wahrheitsgehalt der Sage kann nicht festgestellt werden.

## Historischer Hintergrund
Im frühen Mittelalter war der die Stadt Frankfurt umgebende kaiserliche Wildbann Dreieich sehr wildreich gewesen. Das Jagdrecht war dem Kaiser und  dem von ihm ernannten Vogt der Burg Hayn vorbehalten. Mit dem Bevölkerungswachstum im Mittelalter wurde der Wald nach und nach gerodet oder für den Vieheintrieb, insbesondere zur Eichelmast, sowie zur Holzgewinnung genutzt. Der Wildbestand ging allmählich zurück. 1372 erwarb die Reichsstadt Frankfurt den verbliebenen Rest des Wildbanns. Über die Jagdrechte in diesem nun als Frankfurter Stadtwald bezeichneten Gebiet kam es zu Rechtsstreitigkeiten mit den Nachbarn der Reichsstadt, insbesondere den Herren von Ysenburg. Der Rat der Stadt setzte daher Wildhüter zum Schutz der nun städtischen Jagd ein. Nur unbescholtene Frankfurter Bürger, die den Bürgereid geleistet und ihre Steuerpflichten erfüllt hatten, durften gegen Zahlung von zwei Reichstalern unter Beachtung der Schonzeiten und sonstigen gesetzlichen Bestimmungen die Jagd frei ausüben. Wer sonst im Stadtwald jagte, galt als Wilddieb. 

## Inhalt der Sage
Der Wilddieb Hans Winkelsee soll um das Jahr 1550 als Wilderer gefasst, zum Tode verurteilt und für neun Tage im Eschenheimer Turm (dem Eschenheimer Tor der Frankfurter Stadtbefestigung, erbaut von 1400 bis 1428) festgesetzt worden sein. Danach soll er dem Rat der Stadt einen Handel angeboten haben: Er wolle im Tausch für seine Freiheit mit neun Schüssen aus seiner bewährten Büchse eine 9 durch die eiserne Wetterfahne auf der höchsten Spitze des Turms schießen, je ein Schuss für jeden Tag und jede Nacht seiner Einkerkerung. Der Rat ließ sich darauf ein und versprach ihm die Begnadigung, falls das Meisterstück gelinge. Zur Vorführung des Wilddiebs erschien eine Vielzahl von Ratsherren und anderes Volk. Hans Winkelsee bewahrte sich durch das erfolgreich absolvierte Kunststück vor dem sicheren Ende am Galgen und erwirkte seine Begnadigung und sofortige Freilassung.

## Überlieferung
Noch 1859 hatte der Landschaftsmaler Carl Theodor Reiffenstein in der Wetterfahne neun Löcher gezählt, die nach seiner Meinung eindeutig hineingeschossen worden waren. Nach einem Blitzeinschlag am 9. Juni 1874 war die Fahne vom Turm gefallen und wurde 1885 im Rahmen einer Turmrenovierung durch eine neue ersetzt, in die man lediglich sechs Löcher einstanzte. Dies wurde auch anlässlich der Turmrestaurierungen in den Jahren 1911, 1932, 1959 und 1963 nicht korrigiert. Seit 1976 verfügt die neu vergoldete Fahne jedoch wieder über neun Löcher.
Im Zweiten Weltkrieg wurde das nach dem Wilddieb benannte Haus Hans Winkelsee an der Ecke Schiller-/Taubenstraße bei den Luftangriffen auf Frankfurt am Main zerstört. Im Kaminzimmer des Eschenheimer Turmes soll jedoch eine erhalten gebliebene restaurierte Figur von der Fassade des Hauses Hans Winkelsee aufgestellt werden.
In Büchern wurde Hans Winkelsee nach heutigem Wissensstand erstmals im Jahr 1853 erwähnt (Ludwig Bechstein: Deutsches Sagenbuch), dann 1856 (Karl Enslin: Frankfurter Sagen- und Märchenbuch), 1868/71 (Johann Georg Theodor Grässe: Sagenbuch des Preußischen Staates) und 1911 (Friedrich Bothe: Aus Frankfurts Sage und Geschichte). Von Helmut Bode wird die Sage im Buch Frankfurter Sagenschatz 1986 neu erzählt und ausgeschmückt. Professor Karl Simrock hat ein Gedicht über den Wilddieb verfasst. Auf ihn bezieht sich selbst Karl May im Fortsetzungsroman Waldröschen oder Die Rächerjagd rund um die Erde von 1882 bis 1884: „So schießen Sie nach der Wetterfahne, wie Hans Winkelsee, im Eschenheimer Thurm, wie uns Simrock erzählt.“ Simrock soll den Namen Winkelsee erfunden haben. In der überlieferten Sage habe der Mann nur Hans geheißen. Wann sie entstanden ist und über wie viele Jahrhunderte hinweg sie von Generation zu Generation weitererzählt wurde, ist unbekannt.
Im Kern wird die Sage jedoch auf immer gleiche Weise erzählt:

## Der Neuner in der Wetterfahne
Variante 1 (Bechstein, 1853):
„Zu Frankfurt steht noch gar ein alter Turm von der ehemaligen Stadtmauer. Einst hatten die Frankfurter einen Wilddieb gefangen, des Name war Hänsel Winkelsee, und der saß schon neun Tage im finstern Loch, ehe Spruch und Urteil über ihn erging, und hörte allnächtlich die Wetterfahne kreischen und rasaunen über seinem luftigen Losament hoch oben im Eschenheimer Turnre und sprach: Wär’ ich frei und dürft’ ich schießen nach meinem Wohlgefallen, so schöß’ ich dir, du lausige Fahn’ – so viel Löcher durchs Blech, als Nächt' ich hier gesessen hab'. – Diese Rede hörte der Kerkermeister und trug sie vor den Stadtschultheißen der freien Stadt, und dieser sagte: Dem Kerl gehört keine Gnad’ als der lichte Galgen; wenn er aber so ein gar guter Schütze sein will, so wollen wir ihm sein Glück probieren lassen. – Und da ward dem Winkelsee seine Büchse gegeben und gesagt, nun solle er tun, wes er sich vermessen; wenn er das könne, solle er frei von dannen gehen, wenn aber auch nur eine Kugel fehl gehe, so müsse er baumeln, und da krähe kein Hahn nach ihm. Da hat der Wildschütz seine Büchse genommen und hat sie besprochen mit guten Waidmannssprüchlein und hat Kugeln genommen, die auch nicht ohne waren, und hat angelegt und nach der Fahne gezielt und hat losgedrückt. Da saß ein Löchlein im Blech, und alles hat gelacht und bravo gerufen. Und nun noch achtmal so, und jede Kugel an die richtige Stelle, und mit dem neunten Schuß war der Neuner fertig, der heute noch in der Fahne auf dem Eschenheimer Turm zu sehen ist, und war ein großes Hallo um den Schützen her. Der Stadtrat aber dachte bei sich: O weh, unsere armen Hirsche und sonstiges Wild, wenn dieser Scharfschütze und Gaudieb wieder hinaus in die Wälder kommt – und beriet sich, und der Stadtschultheiß sagte: Höre, Hänsel, daß du gut schießen kannst, haben wir schon lange an gemeiner Stadt Wildstand verspürt und jetzt auch deine Kunst mit Augen gesehen. Bleibe bei uns, du sollst Schützenhauptmann bei unserer Bürgerwehr werden. – Aber der Hänsel sprach: Mit Gunst, werte Herren, ins Blech hab’ ich geschossen, und schieß euch auch auf euern Schützenhauptmann. Eure Dachfahnen trillen mir zu sehr, und euer Hahn kräht mir zu wenig. Mich seht ihr nimmer, und mich fangt ihr nimmer! Dank für die Herberge! Und nahm seine Büchse und ging trutziglich von dannen. Mit dem Hahn hatte der Hänsel aber nur einen Spott ausgeredet, er meinte das Frankfurter Wahrzeichen, den übergüldeten Hahn mitten auf der Sachsenhäuser Brücke, die der Teufel hatte fertig bauen helfen. Denn als sie der Baumeister nicht fertig brachte, rief er den Teufel zu Hilfe und versprach ihm die erste Seele, die darüberlaufen werde, und jagte dann in der Frühe zuallererst einen Hahn über die Brücke. Da ergrimmte der Teufel, zerriß den Hahn und warf ihn durch die Brücke mitten hindurch; davon wurden zwei Löcher, die können bis heute nicht zugebaut und zugemauert werden, und fällt bei Nacht alles am Tage Gemauerte wieder ein. Auf der Brücke aber wurde der Hahn zum ewigen Wahrzeichen aufgestellt. Den meinte der Hänsel Winkelsee, daß er zu wenig krähe, nämlich gar nicht.“

Variante 2 (Grässe, 1868/71):
„Am Ende der durch den dort stehenden ehemaligen Bundespalast berühmten Eschenheimer Gasse, an dem nach ihr so genannten Eschenheimer Thor steht ein hoher runder Thurm, der unter der Regierung Kaisers Ludwig des Baiern im Jahre 1346 gebaut ward und den man seiner Schönheit wegen stehen ließ, als die Festungswerke der alten Reichsstadt abgetragen wurden. Ganz oben auf der mittelsten und höchsten der fünf Thurmspitzen ist eine Wetterfahne, wenn man diese recht genau ansieht, so erblickt man in derselben neun Löcher, die einen Neuner vorstellen und ihren Ursprung folgender Begebenheit verdanken.
Es hat einst in den Frankfurter Wäldern ein Wilddieb, Namens Hans Winkelsee, sein Wesen getrieben, ließ sich aber nicht fangen, so oft man auch auf ihn Jagd gemacht hat. Endlich hat man ihn aber doch gehascht und in sichern Gewahrsam in das Gefängniß gebracht, welches oben im Eschenheimer Thurme für Leute seines Gelichters bestimmt war. Hier saß er denn auch neun Tage und neun Nächte und wartete auf den Richterspruch, von dem er sich aber nicht viel Erfreuliches versprach. Er horchte also den Kerkermeister aus und als er hörte, daß ihm der Galgen so gut als gewiß sei, so meinte er, wenn man ihn laufen lasse, wolle er einen Meisterschuß thun und zum Andenken an die neun Nächte, die er in dem Thurme verlebt habe, mit neun Kugeln einen Neuner in das Wetterblech schießen.
Der Kerkermeister ging hinaus und schnurstracks zum Rath und erzählte, was Hans Winkelsee gesagt hatte. Die Rathsherrn trauten dem schlimmen Gesellen aber nicht und dachten ihn nun auf eine gute Art loszuwerden. Sie ließen’s also gelten und dem Wilddieb sagen: »Es sei, geht aber auch nur eine einzige Kugel fehl, so mußt Du sogleich an den Galgen.« Um den Thurm hatte sich nun am folgenden Tage eine große Menge Menschen versammelt um das Schützenschauspiel zu sehen, Schöffen, Räthe und Bürger drängten sich herzu, als Hans Winkelsee mit seiner Büchse erschien, geführt von dem Kerkermeister. Siegesbewußt schaute aber der verwegene Schütze zum Thurme hinauf nach der Wetterfahne, nahm seine Büchse, legte an und schoß und traf: ein rundes Löchlein war in der Wetterfahne. Er schoß wieder: ein zweites Löchlein dicht neben dem ersten. Er schoß abermals und nochmals und als er neunmal geschossen, da stand richtig der schönste Neuner, aus lauter runden Löchern gebildet, Allen sichtbar in der Fahne. Da jubelte die Menschenmenge, die Räthe aber befiel ein Grausen, denn sie glaubten, daß hier der Böse mit im Spiele sei und waren fast froh, daß sie ihr Wort halten und den Wildschütz freilassen durften. Einer der Schöffen aber trat zu ihm und sprach: »Hans Winkelsee, Du hast durch Deine Schüsse Deine Unschuld klärlich bewiesen. Wir schenken Dir also die Freiheit, hin zu gehen, wohin Du nur willst, geben Dir aber den Rath, laß ab von Deinem gefährlichen Handwerk und werde ein ehrlicher Mann!« Jener aber lachte spöttisch, warf seine Büchse über die Schulter und ging auf und davon. Der alte Thurm ist unten mit Epheu bekleidet, der sich immer höher hinaufrankt und es geht die Sage, daß von dem Thurme, der schon gar oft abgerissen werden sollte, nicht eher ein Stein weggenommen werden könne, bis die Epheuranken an der geheimnißvollen Wetterfahne angelangt seien.
Am Schlußsteine des spitzen Thorbogens nach der Stadtseite hin befindet sich ein steinernes Menschenköpfchen, das plötzlich einmal da gewesen sein soll, ohne daß man wußte, woher es gekommen. Das soll Hans Winkelsee sein, der gefeite Schütze.“